# WCW SuperBrawl
Cet article concerne l'évènement de catch. Pour le jeu vidéo, voir WCW SuperBrawl Wrestling.

Logo du Superbrawl.

SuperBrawl était un pay-per-view de catch produit par la World Championship Wrestling au mois de février de 1991 à 2001. C'était l'avant dernier PPV de la WCW avant le rachat de celle-ci en 2001. Le premier SuperBrawl s'est déroulé en mai pour ensuite être organisé au mois de février à partir de 1992.

## SuperBrawl I
SuperBrawl I s'est déroulé le 19 mai 1991 au Bayfront Arena de St. Petersburg, Floride.
- Dark match: Mighty Thor def. El Cubano (en).
  - Thor a effectué le tombé sur Cubano.
- The Fabulous Freebirds (Michael Hayes et Jimmy Garvin) def. The Young Pistols (Tracy Smothers et Steve Armstrong) pour remporter le vacant WCW United States Tag Team Championship (10:19)
  - Hayes a effectué le tombé sur Armstrong.
- Dan Spivey def. Ricky Morton (3:11)
  - Spivey a effectué le tombé sur Morton.
- Nikita Koloff def. Tommy Rich (4:07)
  - Koloff a effectué le tombé sur Rich.
- Dustin Rhodes def. Terrance Taylor (8:05)
  - Rhodes a effectué le tombé sur Taylor.
- Big Josh def. Black Bart (3:46)
  - Josh a effectué le tombé sur Bart.
- Oz def. Tim Parker (0:26)
  - Oz a effectué le tombé sur Parker.
- Barry Windham def. Brian Pillman dans un Taped Fist match (6:08)
  - Windham a effectué le tombé sur Pillman.
- El Gigante def. Sid Vicious dans un Stretcher match (2:13)
  - Gigante a effectué le tombé sur Vicious.
- Ron Simmons def. Butch Reed (w/Teddy Long) dans un Steel cage match (9:39)
  - Simmons a effectué le tombé sur Reed.
- The Steiner Brothers (Rick et Scott) def. Sting et Lex Luger pour conserver le WCW World Tag Team Championship (11:09)
  - Scott a effectué le tombé sur Sting après que celui-ci a reçu un coup de chaîne en fer de Nikita Koloff.
- Bobby Eaton def. Arn Anderson pour remporter le WCW World Television Championship (11:50)
  - Eaton a effectué le tombé sur Anderson.
- WCW World Heavyweight Champion Ric Flair def. Tatsumi Fujinami pour remporter le NWA World Heavyweight Championship (18:39)
  - Flair a effectué le tombé sur Fujinami.
  - WCW ne reconnaissait pas les championnats WCW et NWA comme séparés à l'époque.

## SuperBrawl II
SuperBrawl II s'est déroulé le 29 février 1992 au Mecca Arena de Milwaukee, Wisconsin.
- Dark match : Big Josh def. Diamond Dallas Page (7:36)
  - Josh a effectué le tombé sur Page.
- Brian Pillman def. Jushin Liger pour remporter le WCW Light Heavyweight Championship (17:00)
  - Pillman a effectué le tombé sur Liger.
- Marcus Bagwell def. Terry Taylor (7:38)
  - Bagwell a effectué le tombé sur Taylor.
- Ron Simmons def. Cactus Jack (6:34)
  - Simmons a effectué le tombé sur Jack.
- Van Hammer et Tom Zenk def. Ricky Morton et Vinnie Vegas (12:01)
  - Zenk a effectué le tombé sur Morton.
- Barry Windham et Dustin Rhodes def. Steve Austin and Larry Zbyszko (18:23)
  - Windham a effectué le tombé sur Zybszko.
- Arn Anderson et Bobby Eaton def. The Steiner Brothers (Rick et Scott) par disqualification pour conserver le WCW World Tag Team Championship (20:06)
  - Les Steiner étaient disqualifiés.
- Rick Rude def. Ricky Steamboat pour conserver le WCW United States Championship (20:02)
  - Rude a effectué le tombé sur Steamboat après que Paul E. Dangerously (en costume de ninja) attaquait Steamboat.
- Sting def. Lex Luger (w/Harley Race et Mr. Hughes) pour remporter le WCW World Heavyweight Championship (13:02)
  - Sting a effectué le tombé sur Luger avec un top rope flying bodypress.

## SuperBrawl III
SuperBrawl III s'est déroulé le 21 février 1993 au Asheville Civic Center de Asheville, Caroline du Nord
- The Hollywood Blondes (Brian Pillman et Steve Austin) def. Erik Watts et Marcus Bagwell (16:34)
  - Pillman a effectué le tombé sur Bagwell.
- Too Cold Scorpio def. Chris Benoit (16:57)
  - Scorpio a effectué le tombé sur Benoit.
- Davey Boy Smith def. Bill Irwin (5:49)
  - Smith a effectué le tombé sur Irwin.
- Cactus Jack def. Paul Orndorff dans un Falls Count Anywhere match (12:17)
  - Jack a effectué le tombé sur Orndorff.
- The Rock 'n' Roll Express (Ricky Morton et Robert Gibson) def. SMW Tag Team Champions The Heavenly Bodies (Tom Prichard et Stan Lane) par disqualification (12:52)
  - Les Heavenly Bodies étaient disqualifiés, conservant ainsi les titres.
- Dustin Rhodes def. Maxx Payne par disqualification pour conserver le WCW United States Championship (11:28)
  - Payne était disqualifié.
  - Payne remplaçait Ron Simmons qui était blessé.
- Barry Windham def. The Great Muta pour remporter le NWA World Heavyweight Championship (24:10)
  - Windham a effectué le tombé sur Muta après un DDT.
- Big Van Vader def. Sting dans un White Castle of Fear Strap match (10:54)

## SuperBrawl IV
SuperBrawl IV s'est déroulé le 20 février 1994 au Gray Civic Center de Albany, Géorgie.
- Harlem Heat (Kole et Kane) def. Thunder et Lightning (9:47)
  - Kane a effectué le tombé sur Thunder.
- Jim Steele def. The Equalizer (6:31)
  - Steele a effectué le tombé sur Equalizer.
- Terry Taylor def. Diamond Dallas Page (11:45)
  - Taylor a effectué le tombé sur Page.
- Johnny B. Badd def. Jimmy Garvin (10:48)
  - Badd a effectué le tombé sur Garvin.
- Lord Steven Regal (w/Sir William) def. Arn Anderson pour conserver le WCW World Television Championship (29:54)
  - Regal a effectué le tombé sur Anderson.
- Cactus Jack et Maxx Payne def. WCW World Tag Team Champions The Nasty Boys (Brian Knobbs et Jerry Sags) par disqualification (12:37)
  - The Nasty Boys étaient disqualifiés, ce qui leur permettait de conserver les titres.
- Sting, Brian Pillman et Dustin Rhodes def. Steve Austin, Rick Rude et Paul Orndorff dans un Thundercage match (14:36)
  - Pillman a effectué le tombé sur Austin.
- Ric Flair def. Vader (avec The Boss en tant qu'arbitre spécial) dans un Thundercage match pour conserver le WCW World Heavyweight Championship (11:32)
  - Flair a fait abandonner Vader.

## SuperBrawl V
SuperBrawl V s'est déroulé le 19 février 1995 au Baltimore Arena de Baltimore, Maryland.
- Main Event match: Paul Orndorff def. Brad Armstrong (3:45)
  - Orndorff a effectué le tombé sur Armstrong.
- Main Event match: Stars 'n' Stripes (Marcus Alexander Bagwell et The Patriot) def. Romeo Valentino et Dino Cassanova (1:10)
- Main Event match: Arn Anderson def. Johnny B. Badd dans un Lumberjack match pour conserver le WCW World Television Championship (4:29)
  - Anderson a effectué le tombé sur Badd.
- Alex Wright def. Paul Roma (13:21)
  - Wright a effectué le tombé sur Roma.
- Jim Duggan def. Bunkhouse Buck (11:58)
  - Duggan a effectué le tombé sur Buck.
- Kevin Sullivan def. Dave Sullivan (7:18)
  - Kevin a effectué le tombé sur Dave.
- Harlem Heat (Booker T et Stevie Ray) def. The Nasty Boys (Brian Knobbs et Jerry Sags) par disqualification pour conserver le WCW World Tag Team Championship (17:07)
  - Nasty Boys étaient disqualifiés, les Harlem Heat conservaient les titres.
- The Blacktop Bully def. Dustin Rhodes (16:10)
  - Bully a effectué le tombé sur Rhodes.
- Sting et Randy Savage def. Avalanche et Big Bubba Rogers (10:18)
  - Sting a effectué le tombé sur Avalanche.
- Hulk Hogan def. Vader par disqualification pour conserver le WCW World Heavyweight Championship (15:10)
  - Vader était disqualifié, Hogan conservait le titre.

## SuperBrawl VI
SuperBrawl VI s'est déroulé le 11 février 1996 au Bayfront Arena de St. Petersburg, Floride.
- Main Event match: The Road Warriors (Hawk et Animal) def. Dick Slater et Bunkhouse Buck (2:07)
  - Animal a effectué le tombé sur Buck.
- Main Event match: Hugh Morrus def. Chris Kanyon (2:28)
  - Morrus a effectué le tombé sur Kanyon.
- Main Event match: Big Bubba Rogers et VK Wallstreet def. Joey Maggs et Craig Pittman (2:14)
  - Rogers a effectué le tombé sur Maggs.
- Main Event match: Jim Duggan def. Loch Ness par disqualification
- The Nasty Boys (Brian Knobbs et Jerry Sags) def. The Public Enemy (Rocco Rock et Johnny Grunge) dans un Falls Count Anywhere match (7:49)
  - Knobbs a effectué le tombé sur Rock après avoir raté un splash sur Knobbs à travers une table.
- Johnny B. Badd def. Diamond Dallas Page pour conserver le WCW World Television Championship (14:59)
  - Badd a effectué le tombé sur Page après un Tombstone Piledriver.
- Sting et Lex Luger def. Harlem Heat (Booker T et Stevie Ray) pour conserver le WCW World Tag Team Championship (11:49)
  - Luger a effectué le tombé sur Ray alors que Road Warrior Animal intervenait et attaquait Ray.
- Konnan def. One Man Gang pour conserver le WCW United States Championship (7:27)
  - Konnan a effectué le tombé sur OMG après un Top Rope Senton Bomb.
- Kevin Sullivan def. Brian Pillman dans un I Respect You Strap match (0:59)
  - Le match s'est arrêté lorsque Brian Pillman a dit "Je te respecte".
- Arn Anderson a combattu Kevin Sullivan pour un match nul (3:45)
  - Le match s'est arrêté quand Ric Flair a persuadé les deux hommes d'arrêter de se battre.
- WCW World Tag Team Champions Sting et Lex Luger ont combattu The Road Warriors (Animal et Hawk) pour une double disqualification (13:56)
  - Le match prit fin tandis que les quatre hommes se bagarraient, et Sting et Luger conservèrent leurs titres.
- Ric Flair def. Randy Savage dans un Steel cage match pour remporter le WCW World Heavyweight Championship (18:52)
  - Flair a effectué le tombé sur Savage après l'avoir frappé avec une chaussure donnée par Miss Elizabeth, qui s'est retournée contre Savage.
- Hulk Hogan def. The Giant dans un Steel cage match (10:54)
  - Hogan s'est échappé de la cage pour l'emporter.

## SuperBrawl VII
SuperBrawl VII s'est déroulé le 23 février 1997 au Cow Palace de San Francisco, Californie.
- Dark match: Hugh Morrus def. Joe Gomez (5:25)
  - Morrus a effectué le tombé sur Gomez.
- Dark match: Ultimo Dragon def. Pat Tanaka (4:53)
  - Dragon a effectué le tombé sur Tanaka.
- Syxx def. Dean Malenko pour remporter le WCW Cruiserweight Championship (11:57)
  - Syxx a effectué le tombé sur Malenko après l'avoir frappé avec le titre.
- Konnan, La Parka et Villano IV def. Juventud Guerrera, Super Calo et Ciclope (9:51)
  - Konnan a effectué le tombé sur Guerrera après un power drop.
- Prince Iaukea def. Rey Misterio, Jr. pour conserver le WCW World Television Championship (8:56)
  - Iaukea a effectué le tombé sur Misterio après que Steven Regal l'a frappé.
  - Quand Iaukea réalisait ce qu'il se passait, il essayait de donner la ceinture à Rey, qui refusait.
- Diamond Dallas Page def. Buff Bagwell par disqualification (9:46)
  - Bagwell était disqualifié quand la nWo se rammenait sur le ring.
- Eddie Guerrero def. Chris Jericho pour conserver le WCW United States Championship (12:02)
  - Guerrero a effectué le tombé sur Jericho avec un sunset flip.
- The Public Enemy (Rocco Rock et Johnny Grunge) def. Harlem Heat (Booker T et Stevie Ray) et The Faces of Fear (Meng et The Barbarian) dans un Triple Threat match (7:43)
  - Rock a effectué le tombé sur Barbarian.
- Jeff Jarrett def. Steve McMichael (8:12)
  - Jarrett a effectué le tombé sur McMichael.
- Chris Benoit def. Kevin Sullivan dans un San Francisco Death match (8:35)
  - Benoit a effectué le tombé sur Sullivan après un splash de la troisième corde à travers une table.
- The Giant et Lex Luger def. The Outsiders (Scott Hall et Kevin Nash) pour remporter le WCW World Tag Team Championship (8:53)
  - Giant a effectué le tombé sur Hall après un chokeslam alors que Nash abandonnait sur le Human Torture Rack.
  - Les titres étaient redonnés à Hall et Nash la nuit suivante car Luger n'était pas apte médicalement à catcher.
- Hollywood Hogan def. Roddy Piper pour conserver le WCW World Heavyweight Championship (10:52)
  - Hogan a effectué le tombé sur Piper après que Randy Savage aidait Hogan, lui donnant un poing américain.

## SuperBrawl VIII
SuperBrawl VIII s'est déroulé le 22 février 1998 au Cow Palace de San Francisco, Californie.
- Dark match : Ultimo Dragon def. Shiryu (w/Sonny Onoo)
  - Dragon a effectué le tombé sur Shiryu.
- Booker T def. Rick Martel pour remporter le WCW World Television Championship (10:23)
  - Booker a effectué le tombé sur Martel après un Harlem Sidekick.
- Booker T def. Saturn pour conserver le WCW World Television Championship (14:23)
  - Booker a effectué le tombé sur Saturn après un Harlem Sidekick.
- Disco Inferno def. La Parka (11:41)
  - Inferno a effectué le tombé sur Parka après un Chart Buster.
- Goldberg def. Brad Armstrong (2:23)
  - Goldberg a effectué le tombé sur Armstrong après un Jackhammer.
- Chris Jericho def. Juventud Guerrera dans un Title vs. Mask match pour conserver le WCW Cruiserweight Championship (13:29)
  - Jericho a fait abandonner Guerrera sur le Liontamer.
- Davey Boy Smith def. Steve McMichael (6:10)
  - Smith a fait abandonner McMichael sur un armbar.
- Diamond Dallas Page def. Chris Benoit pour conserver le WCW United States Championship (15:46)
  - Page a effectué le tombé sur Benoit après un Diamond Cutter.
- Lex Luger def. Randy Savage (w/Miss Elizabeth) (7:26)
  - Luger a fait abandonner Savage sur le Torture Rack.
- The Outsiders (Kevin Nash et Scott Hall) (w/Dusty Rhodes) def. The Steiner Brothers (Rick et Scott) (w/Ted DiBiase) pour remporter le WCW World Tag Team Championship (4:16)
  - Hall a effectué le tombé sur Rick après un Outsider's Edge.
- Sting def. Hulk Hogan pour remporter le vacant WCW World Heavyweight Championship (16:32)
  - Sting a effectué le tombé sur Hogan après que Randy Savage l'a aspergé de spray.

## SuperBrawl IX
SuperBrawl IX s'est déroulé le 21 février 1999 au Oakland Arena de Oakland, Californie.
- Booker T def. Disco Inferno (9:19)
  - Booker a effectué le tombé sur Inferno après un Harlem Hangover.
- Chris Jericho (w/Ralphus) def. Saturn par disqualification (11:17)
  - Saturn était disqualifié après avoir porté un Death Valley Driver sur l'arbitre.
- Billy Kidman def. Chavo Guerrero, Jr. pour conserver le WCW Cruiserweight Championship (8:26)
  - Kidman a effectué le tombé sur Guerrero après un Shooting star press.
- Chris Benoit et Dean Malenko def. The West Texas Rednecks (Curt Hennig et Barry Windham) (19:34)
  - Malenko a fait abandonner Windham sur une Texas Cloverleaf.
- The West Texas Rednecks (Curt Hennig et Barry Windham) def. Chris Benoit et Dean Malenko pour remporter le vacant WCW World Tag Team Championship (1:52)
  - Windham a effectué le tombé sur Malenko après l'avoir étranglé avec la ceinture.
- The Outsiders (Kevin Nash et Scott Hall) def. Konnan et Rey Misterio, Jr. dans un Hair vs. Mask match (11:00)
  - Nash a effectué le tombé sur Misterio après un Outsider's Edge de Hall.
  - La stipulation de ce match était les cheveux de Miss Elizabeth contre le masque de Misterio.
- Scott Steiner def. Diamond Dallas Page pour conserver le WCW World Television Championship (13:53)
  - Page a abandonné sur le Steiner Recliner.
- Scott Hall (w/Disco Inferno) def. Roddy Piper pour remporter le WCW United States Championship (8:19)
  - Hall a effectué le tombé sur Piper avec ses pieds dans les cordes.
- Goldberg def. Bam Bam Bigelow (11:39)
  - Goldberg a effectué le tombé sur Bigelow après un Jackhammer.
- Hollywood Hogan def. Ric Flair pour conserver le WCW World Heavyweight Championship (12:00)
  - Hogan a effectué le tombé sur Ric après que David Flair utilisait un pistolet électrique sur Ric.

## SuperBrawl 2000
SuperBrawl 2000 s'est déroulé le 20 février 2000 au Cow Palace de San Francisco, Californie.
- The Artist Formerly Known as Prince Iaukea (w/Paisley) def. Lash LeRoux pour remporter le vacant WCW Cruiserweight Championship (5:47)
  - Iaukea a effectué le tombé sur LeRoux après un DDT.
- Brian Knobbs (w/Fit Finlay) def. Bam Bam Bigelow pour remporter le WCW Hardcore Championship (4:44)
  - Knobbs a effectué le tombé sur Bigelow.
- 3 Count (Evan Karagias, Shannon Moore, et Shane Helms) def. Norman Smiley dans un match Handicap (4:06)
  - Moore a fait abandonner Smiley sur un Boston crab.
- The Wall def. The KISS Demon (3:37)
  - Wall a effectué le tombé sur Demon après un chokeslam.
- Tank Abbott def. Big Al dans un Leather Jacket on a Pole match (4:34)
  - Abbott a décroché sa veste en cuir pour l'emporter.
- Big T (w/Stevie Ray et J. Biggs) def. Booker (5:23)
  - Big T a effectué le tombé sur Booker après un Pearl River Plunge pour remporter les droits sur le nom Harlem Heat.
- Billy Kidman (w/Torrie Wilson) def. Vampiro (7:20)
  - Kidman a effectué le tombé sur Vampiro après un Reverse DDT.
- The Mamalukes (Big Vito et Johnny the Bull) def. David Flair et Crowbar (w/Daffney) dans un Sicilian Stretcher match pour conserver le WCW World Tag Team Championship (11:22)
- Ric Flair def. Terry Funk dans un Texas Death match (15:40)
- Hulk Hogan def. Lex Luger (w/Miss Elizabeth) (8:10)
  - Hogan a effectué le tombé sur Luger après un Atomic Leg Drop.
- Sid Vicious def. Scott Hall et Jeff Jarrett (w/The Harris Brothers) dans un Triple Threat match pour conserver le WCW World Heavyweight Championship (7:40)
  - Vicious a effectué le tombé sur Hall après un Powerbomb.

## SuperBrawl Revenge
SuperBrawl Revenge s'est déroulé le 18 février 2001 au Nashville Municipal Auditorium de Nashville, Tennessee.
- Dark match: Chris Harris def. Kid Romeo
  - Harris a effectué le tombé sur Romeo.
- Shane Helms def. Shannon Moore, Kaz Hayashi, Yun Yang, Jamie Noble et Evan Karagias dans un Six-Way Elimination match (17:30)
  - Yang a effectué le tombé sur Karagias (10:21)
  - Knoble a effectué le tombé sur Yang (10:51)
  - Moore a effectué le tombé sur Knoble (11:58)
  - Helms a effectué le tombé sur Moore (15:11)
  - Helms a effectué le tombé sur Hayashi (17:30)
- Hugh Morrus def. The Wall (9:43)
  - Morrus a effectué le tombé sur Wall après un No Laughing Matter.
- Sean O'Haire et Chuck Palumbo def. Mark Jindrak et Shawn Stasiak pour conserver le WCW World Tag Team Championship (11:37)
  - O'Haire a effectué le tombé sur Stasiak.
- Chavo Guerrero, Jr. def. Rey Misterio, Jr. pour conserver le WCW Cruiserweight Championship (15:54)
  - Guerrero a effectué le tombé sur Misterio après un Brainbuster.
- Rick Steiner def. Dustin Rhodes pour conserver le WCW United States Championship (9:11)
  - Steiner a effectué le tombé sur Rhodes.
- Totally Buff (Lex Luger et Buff Bagwell) def. Brian Adams dans un match Handicap (6:25)
  - Bagwell a effectué le tombé sur Adams.
- The Cat (en) def. Lance Storm (8:07)
  - Cat a effectué le tombé sur Storm pour devenir Comissionaire de la WCW.
- Clasher vs "The Master" Domino Jonathan vs Pat Games fini en no contest
  - Le combat triple menace n'a jamais vraiment eu lieu et les fans on plutôt eu le droit de voir Pat Games recevoir une correction de la part de Jonatahn et Clasher. Clasher et Jonathan justifient leur alliance à la suite de leur Last Man Standing de Starcade où les 2 hommes ont gagné énormément de respect l'un envers l'autre.
- Kanyon def. Diamond Dallas Page (8:15)
  - Kanyon a effectué le tombé sur Page après un Flatliner.
- Diamond Dallas Page def. Jeff Jarrett (8:30)
  - Page a effectué le tombé sur Jarrett après un Diamond Cutter.
- Scott Steiner def. Kevin Nash dans un Falls Count Anywhere Match au meilleur des trois manches  Retirement match pour conserver le WCW World Heavyweight Championship(11:04)
  - Nash a effectué le tombé sur Steiner après l'avoir frappé avec le titre de la WCW (0:17)
  - Steiner a effectué le tombé sur Nash après l'avoir frappé avec une barre métallique (2:47)
  - Steiner a fait abandonner Nash sur le Steiner Recliner (11:04).